# Мемми, Альбер
Альбе́р Мемми́ (фр. Albert Memmi, 15 декабря 1920 года, Тунис — 22 мая 2020 года, Париж) — французский писатель и социолог тунисско-еврейского происхождения; один из теоретиков антиколониалистского движения.

## Биография
Родился в семье сефардского происхождения Франсуа Мемми и Маргариты Сарфати, в которой общались на французском и еврейско-тунисском диалекте арабского языка. Окончил лицей Карно в Тунисе, затем учился в Алжирском университете и Сорбонне. Во время Второй мировой войны воевал в деголлевских частях «Свободной Франции», был в немецком плену, бежал из трудового лагеря.
В 1953—1957 гг. возглавлял Центр психологии в Тунисе, выступал в поддержку независимости Алжира. В 1953 г. опубликовал первый роман, «Соляной столп» (фр. La statue de sel) с предисловием Альбера Камю. Это автобиографическое произведение, критикующее патриархальный уклад тунисской семьи, отжившие традиции и предрассудки. Как и следующий роман, «Агарь» (фр. Agar, 1955), он отображает увлечение североафриканского еврея ценностями европейской цивилизации и о его разочарование в них.
В 1957 г. вышел его наиболее известный социологический трактат, «Портрет колонизированного на фоне портрета колонизатора» (фр. Portrait du colonisé, précédé du portrait du colonisateur, дословно «Портрет колонизованного, которому предшествует портрет колонизатора»), с предисловием Жан-Поля Сартра.
Эссе сыграло важную роль в распространении в Африке идей национально-освободительной борьбы и часто читается в связке с трудами Франца Фанона («Проклятьем заклеймённые», «Чёрная кожа, белые маски») и Эме Сезера («Речь о колониализме»). Продолжением этой работы является появившаяся в 2004 году книга «Портрет деколонизированного араба-мусульманина и некоторых других» (фр. Portrait du décolonisé arabo-musulman et de quelques autres, в английском переводе 2006 года «Деколонизация и деколонизированные»).
С 1959 г. в Париже работал в Национальном центре научных исследований, преподавал в Сорбонне. С 1966 г. — профессор Парижского университета. Вице-президент французского отделения ПЕН-клуба (1976—1979). Руководитель Центра исследования культуры Северной Африки в Париже.
Многие художественные и публицистические произведения Мемми посвящены взаимодействию североафриканской и европейской цивилизации, евреев и арабов. Мемми — составитель известной «Антологии североафриканских писателей» (1964) и автор очерка «Франкоязычные писатели Северной Африки» (1985).